# Kate O'Brien (cyclisme)
Pour les articles homonymes, voir Kate O'Brien.
Kate O'Brien, née le 23 juillet 1988 à Calgary, est une bobeuse et une coureuse cycliste canadienne, spécialisée dans les épreuves de sprint sur piste.
Lors des Jeux panaméricains de 2015, elle remporte avec Monique Sullivan la médaille d'or de la vitesse par équipes. Elles battent à cette occasion le record panaméricain, en 33 s 584.

## Biographie
Kate O'Brien commence sa carrière sportive en 2010 en tant que pilote de bobsleigh avec l'entraîneur Quin Sekulich. En 2011, elle prend part à la Coupe d'Europe de bobsleigh en bob à deux en tant que freineuse pour la pilote Jenny Ciochetti et en bobsleigh à quatre. Après avoir obtenu une onzième place avec ses coéquipières en bob à quatre lors de la Coupe du monde d'Altenberg en décembre 2011, elle obtient finalement  une place permanente dans l'équipe nationale de l'entraîneur Tom De La Hunty en 2012. En 2013, elle participe avec Ciochetti au championnat du monde de bobsleigh, qu'elle termine 18e. Par la suite, elle est victime d'une une déchirure aux ischio-jambiers, ce qui l'empêche de se qualifier pour les Jeux Olympiques d'hiver de Sochi. De retour lors de la saison 2014-2015, après avoir remporté la Coupe nord-américaine en novembre, elle obtient son premier podium en Coupe du monde quatre semaines plus tard à Calgary, terminant troisième. Aux mondiaux de bobsleigh 2015 à Winterberg, elle rate de peu une médaille dans la compétition par équipe mixte, terminant quatrième.
Parallèlement à ses activités, O'Brien participe à un camp d'entraînement organisé par la Fédération cycliste canadienne, Cyclisme Canada, où elle obtient de si bons résultats qu'elle est invitée à une autre séance d'entraînement au Vélodrome de Los Angeles. Dès septembre 2014, à 26 ans, elle fait ses débuts en tant que cycliste sur piste aux championnats panaméricains et termine cinquième du Keirin et de la vitesse par équipes (avec Monique Sullivan). Au cours de la saison d'hiver 2014-2015, elle participe à des manches de Coupe du monde et aux championnats du monde en cyclisme sur piste ainsi qu'en bobsleigh.
Aux Jeux panaméricains de 2015 à domicile à Toronto, elle remporte deux médailles, une d'or en vitesse par équipes avec Monique Sullivan et une en argent lors du tournoi de vitesse individuelle, où elle perd en finale contre Sullivan. Aux mondiaux sur piste 2016 à Londres, elle se classe sixième du tournoi de vitesse.
En 2016, O'Brien est sélectionné pour les Jeux olympiques de Rio. Elle termine 8e de la vitesse par équipes, 13e du keirin et 14e de la vitesse individuelle. L'année suivante, elle subit de graves blessures à la tête lors d'une chute d'entraînement sur le vélodrome en plein air de Calgary. Il lui faut deux ans et demi pour se remettre de ses blessures, mais elle est restée physiquement diminué. 
En 2020, elle participe aux championnats du monde de paracyclisme sur piste à Milton dans la catégorie C4 (athlètes les moins lourdement handicapés courant sur des vélos). Elle devient championne du monde en établissant un nouveau record du monde dans le contre-la-montre sur 500 mètres en 35,223 secondes.

## Vie privée
Elle est en couple avec la coureuse cycliste Meghan Grant.

## Palmarès en cyclisme

### Jeux paralympiques
- Tokyo 2020
  -  Médaille d'argent en vitesse C4-5
- Paris 2024
  -  Médaille de bronze du 500 m C4-5

### Championnats du monde de paracyclisme
- Saint-Quentin-en-Yvelines 2022
  -  Médaille d'argent du 500 m C4
- Glasgow 2023
  -  Médaille d'argent du 500 m C4

### Jeux olympiques
- Rio 2016
  - 8e de la vitesse par équipes
  - 13e du keirin
  - 14e de la vitesse individuelle

### Championnats du monde
- Saint-Quentin-en-Yvelines 2015
  - 12e de la vitesse par équipes
  - 18e du 500 mètres
- Londres 2016
  - 6e de la vitesse individuelle
  - 9e de la vitesse par équipes
  - 17e du keirin[6]
- Hong Kong 2017
  - 5e de la vitesse par équipes[7]
  - 13e de la vitesse individuelle[8]
  - 17e du keirin[9]

### Jeux panaméricains
- Toronto 2015
  -  Médaillée d'or de la vitesse par équipes
  -  Médaillée d'or de la vitesse individuelle

### Championnats panaméricains
- Santiago 2015
  -  Médaillée de bronze de la vitesse par équipes

### Championnats nationaux
- Championne du Canada de vitesse par équipes en 2014 et 2015
- Championne du Canada du 500 mètres en 2015 et 2016
- Championne du Canada de vitesse individuelle en 2016

## Palmarès en bobsleigh

### Championnats du monde

#### Winterberg 2015
- : médaille de bronze en équipe mixte

#### Saint-Moritz 2013
- 18e en bob à deux féminin